# 阿尔维德·劳林
阿尔维德·劳林（瑞典語：Arvid Laurin，1901年10月3日—1998年5月6日），瑞典男子帆船运动员。他曾代表瑞典参加1936年夏季奥林匹克运动会帆船比赛，获得一枚银牌。